# قشلاق أقا خان أختيار (مقاطعة بيله سوار)
قشلاق أقا خان أختیار (بالفارسية: قشلاق آقاخان اختیار) هي مستوطنة تقع في إيران في قسم قشلاق الشرقي الريفي. يقدر عدد سكانها بـ 43 نسمة .